# Trimalaconothrus cajamarcensis
Trimalaconothrus cajamarcensis är en kvalsterart som beskrevs av Hammer 1961. Trimalaconothrus cajamarcensis ingår i släktet Trimalaconothrus och familjen Malaconothridae. Inga underarter finns listade i Catalogue of Life.